# ینا ۵۲۶

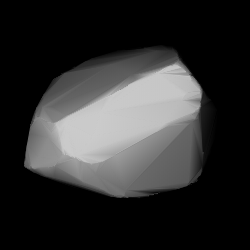
مدل سه‌بُعدی سیارک ینا ۵۲۶ بر طبق منحنی نور آن

سیارک ۵۲۶ (به انگلیسی: 526 Jena، نامگذاری:1904NQ) پانصد و بیست و ششمین سیارک کشف شده‌است که در ۱۴ مارس ۱۹۰۴ و در هایدلبرگ کشف شد.
قدر مطلق سیارک برابر ۱۰٫۱۷ است.